# Isola di Banks
L'isola di Banks è un'isola del Canada situata nel Mare Glaciale Artico. Appartiene ai Territori del Nord-Ovest. Con i suoi 70.028 km² è fra le principali isole dell'arcipelago artico canadese, di cui è l'isola più occidentale. Il golfo di Amundsen a sud la separa dal continente nordamericano. Ad est lo stretto del Principe di Galles la separa dall'isola Victoria.
Per estensione è al 24º posto nel mondo, al 5° nel Canada. Escludendo poco più di un centinaio di persone, l'isola è da considerarsi disabitata.